# Українці Мозамбіку
Українці Мозамбіку — особи з українським громадянством або національністю, які перебувають на території Мозамбіку. Задля збереження рідної мови та культури створено громадські організації, що співпрацюють із Посольством України в Республіці Мозамбік.

## Історія
Першим українцем, який жив і помер в Мозамбіку, був Лев Крюгер. Його мати була українкою, а батько — німцем. На початку 1950-х років у Мозамбіку в компанії «Мадал» працював український підприємець Михайло Терещенко, міністр фінансів та іноземних справ в уряді Ніколая Керенського. Однією з перших українок, яка після одруження вирішила поїхати жити в Африку, була киянка, художниця Марія Смоляр (псевдонім Цензані). Разом із чоловіком вона кілька років жила у сусідніх африканських країнах, чекаючи проголошення мозамбіцької незалежності. Коли країна стала офіційно незалежною (25 червня 1975 року), разом із чоловіком приїхала до Мозамбіку.
Починаючи з 1975 року, в порядку надання допомоги братньому Мозамбіку з Радянського Союзу сюди приїжджали викладачі, лікарі та інженери, серед яких було досить багато українців. деякі з них укладали шлюби з місцевими мешканцями, потім залишалися жити в Мозамбіку. Утім, їх було лише декілька десятків. Деякі зробили гарну кар'єру у 1990-х роках, зокрема Людмила Мокаселе (далека родичка поета Павла Тичини) натепер працює заступником Генерального прокурора Мозамбіку з питань прокурорського нагляду.
Нова хвиля мігрантів до Мозамбіку почалася в середині 1990-х років. На той момент розпався Радянський Союз, постала незалежна Україна, водночас в Мозамбіку закінчилася громадянська війна, за чим послідувало економічне відродження країни. Значна частина їхала до країни з наміром заробити грошей та виїхати до більш заможної країни. Сюди стали прибувати зазвичай фахівців у технічних галузях. Утім, у 2004—2008 роках чисельність діаспори сильно скоротилася через виїзд фахівців, з якими не продовжили контракти з огляду на просування місцевих спеціалістів.
За неофіційними даними, в Мозамбіку проживають приблизно 120—150 дорослих українців і 300—350 дітей від змішаних шлюбів. Більшість мешкає у столиці Мапуту. Тут діє один із небагатьох ресторанів української кухні в Мозамбіку — «La Bela Muchacha» («Гарна дівчина»), власником якого є Діна Тенгамазе з Кривого Рогу.

## Громадські організації
Значною проблемою для гуртування української громади була відсутність української церкви та українського дипломатичного представництва. Достатньо довго його роль виконувало посольство України в Анголі. Натепер цим займається Посольство в Сенегалі (за сумісництвом). Ідея з впровадженням почесного консульства до 2017 року не була зреалізована через бюрократичну тяганину. З цієї причини, а також з огляду на економічно-політичні процеси в Мозамбіку організація діаспору у міцну спілку тривало досить довго.
У 2004 році створено власний блог громади. У 2006 році вперше у Мозамбіку українська громада провела урочистий вечір, приурочений до 15-річчя незалежності України. У 2016 році створено Спілку українців у Мозамбіку, одним з очільників якої став Дмитро Яцюк (син Людмили Мокаселе). Установлено партнерські стосунки з Українською громадою в ПАР.
На 2017 рік єдиною релігійною спорудою для українців є православна церква Архангела Гавриїла у місті Мапуту (належить Грецькій церкві), де з 2003 року відзначають Водохреща.